# リオデジャネイロ市長
リオデジャネイロ市長は、ブラジル連邦共和国リオデジャネイロ州の州都リオデジャネイロの首長である。

## リオデジャネイロ市長 (1889年-1960年)
|    | 氏名                                                 | 就任           | 退任           |
| 1  | フランシスコ・アントニオ・ペソア・デ・バロス         | 1889年11月17日 | 1890年11月30日 |
| 2  | ホセ・フェリックス・ダ・クーニャ・メネセス           | 1890年12月1日  | 1891年11月18日 |
| 3  | ニコラウ・ジョアキム・モレイラ                       | 1891年11月19日 | 1892年12月16日 |
| 4  | バラタ・リベイロ                                     | 1892年12月17日 | 1893年5月26日  |
| -  | アントニオ・ディアス・フェレイラ                     | 1893年5月26日  | 1893年6月27日  |
| 5  | エンリケ・ヴァラダレス                               | 1893年6月27日  | 1895年1月1日   |
| 6  | フランシスコ・フルキム・ウェルネック・デ・アルメイダ | 1895年1月1日   | 1897年11月16日 |
| -  | ジョゼ・ジョアキン・ダ・ローザ                       | 1897年11月16日 | 1897年11月25日 |
| 7  | ウバルディノ・ド・アマラル                           | 1897年11月25日 | 1898年11月17日 |
| -  | ルイス・ヴァン・エルヴェン                           | 1898年11月17日 | 1898年12月31日 |
| 8  | セサリオ・アルヴィム                                 | 1898年12月31日 | 1899年5月23日  |
| 9  | オノリオ・グルゲル                                   | 1899年5月23日  | 1900年2月1日   |
| 10 | アントニオ・コエーリョ・ロドリゲス                   | 1900年2月1日   | 1900年9月6日   |
| 11 | ジョアン・フィリペ・ペレイラ                         | 1900年9月6日   | 1901年10月11日 |
| 12 | ジョアキム・ザビエル・ダ・シルヴェイラ・ジュニオール | 1901年10月11日 | 1902年9月27日  |
| -  | カルロス・レイテ・リベイロ                           | 1902年9月27日  | 1902年12月30日 |
| 13 | フランシスコ・ペレイラ・パソス                       | 1902年12月30日 | 1906年11月16日 |
| 14 | フランシスコ・マルセリーノ・デ・ソウサ・アギアル     | 1906年11月16日 | 1909年7月24日  |
| 15 | セルゼデロ・リベルト                                 | 1909年7月24日  | 1910年11月16日 |
| 16 | ベント・リベイロ                                     | 1910年11月16日 | 1914年11月16日 |
| 17 | リヴァダヴィア・ダ・クーニャ・コレイア               | 1914年11月16日 | 1916年5月6日   |
| 18 | アントニオ・アウグスト・デ・アゼヴェド・ソドレ       | 1916年5月6日   | 1917年1月15日  |
| 19 | アマロ・カヴァルカンティ                             | 1917年1月15日  | 1918年11月16日 |
| -  | ペレグリーノ・ダ・シルヴァ                           | 1918年11月16日 | 1919年1月23日  |
| 20 | パウロ・デ・フロンティン                             | 1919年1月23日  | 1919年7月29日  |
| 21 | ミルシアデス・マリオ・デ・サ・フレイレ               | 1919年7月29日  | 1920年6月7日   |
| 22 | カルロス・サンパイオ                                 | 1920年6月7日   | 1922年11月16日 |
| 23 | アラオル・プラタ                                     | 1922年11月16日 | 1926年11月15日 |
| 24 | アントニオ・ダ・シルヴァ・プラド・ジュニオール       | 1926年11月15日 | 1930年10月24日 |
| 25 | アドルフォ・ベルガミニ                               | 1930年10月24日 | 1931年9月21日  |
| -  | ジュリアン・エステヴェス                             | 1931年9月21日  | 1931年9月30日  |
| 26 | ペドロ・エルネスト・バプティスタ                     | 1931年9月30日  | 1934年10月2日  |
| 27 | アウグスト・ド・アマラル・ペイショート               | 1934年10月2日  | 1935年4月7日   |
| 28 | ペドロ・エルネスト・バプティスタ                     | 1935年4月7日   | 1936年4月4日   |
| 29 | オランピオ・デ・メロ                                 | 1936年4月4日   | 1937年11月11日 |
| 30 | エンリケ・ドッズウォルト                             | 1937年11月11日 | 1945年11月3日  |
| -  | ジョゼ・フィラデル・デ・バロス・アゼヴェド           | 1945年11月3日  | 1946年2月2日   |
| 31 | ヒルデブランド・デ・アラウージョ・ゴイス             | 1946年2月2日   | 1947年6月16日  |
| 32 | アンジェロ・メンデス・デ・モライス                   | 1947年6月16日  | 1951年4月24日  |
| 33 | ジョアン・カルロス・ヴィタル                         | 1951年4月24日  | 1952年12月12日 |
| 34 | ドゥルシディオ・ド・エスピリト・サント・カルドーゾ   | 1952年12月12日 | 1954年9月4日   |
| 35 | アリム・ペドロ                                       | 1954年9月4日   | 1955年11月17日 |
| -  | エイテル・デ・オリヴェイラ・リマ                     | 1955年11月17日 | 1955年12月2日  |
| -  | フランシスコ・デ・サ・レッサ                         | 1955年12月2日  | 1956年3月22日  |
| 36 | フランシスコ・ネグラン・デ・リマ                     | 1956年3月22日  | 1958年7月8日   |
| 37 | ジョゼ・ジョアキム・デ・サ・フレイレ・アルヴィム     | 1958年7月8日   | 1960年4月21日  |

## グアナバラ州知事
|   | 氏名                                     | 就任           | 退任           |
| 1 | ジョゼ・セッテ・カマラ・フィリオ         | 1960年4月21日  | 1960年12月5日  |
| 2 | カルロス・ラセルダ                       | 1960年12月5日  | 1965年10月11日 |
| - | ラファエル・デ・アルメイダ・マガリャエス | 1965年10月11日 | 1965年12月4日  |
| 3 | フランシスコ・ネグラン・デ・リマ         | 1965年12月5日  | 1970年3月15日  |
| 4 | アントニオ・シャーガス・フレイタス       | 1970年3月15日  | 1975年3月14日  |

## リオデジャネイロ市長 (1975年-)
|    | 氏名                             | 就任          | 退任           | 政党     |
| 1  | マルコス・ラモイオ               | 1975年3月15日 | 1979年3月15日  | Arena    |
| 2  | イスラエル・クラビン             | 1979年3月16日 | 1980年6月3日   | MDB      |
| 3  | ジュリオ・コウチーニョ           | 1980年6月4日  | 1983年3月14日  | PMDB     |
| 4  | ジャミル・ハダッド               | 1983年3月15日 | 1983年12月4日  | PDT      |
| 5  | マルチェロ・アレンカル           | 1983年12月5日 | 1985年12月31日 | PDT      |
| 6  | ロベルト・サトゥルニーノ・ブラガ | 1986年1月1日  | 1988年9月14日  | PDT, PSB |
| 7  | ジョ・アントニオ・レゼンデ       | 1988年9月15日 | 1988年12月31日 | PSB      |
| 8  | マルチェロ・アレンカル           | 1989年1月1日  | 1992年12月31日 | PDT      |
| 9  | セザール・マイア                 | 1993年1月1日  | 1996年12月31日 | PMDB     |
| 10 | ルイス・パウロ・コンデ           | 1997年1月1日  | 2000年12月31日 | PFL      |
| 11 | セザール・マイア                 | 2001年1月1日  | 2008年12月31日 | PTB、DEM |
| 12 | エドゥアルド・パエス             | 2009年1月1日  | 2017年1月1日   | PMDB     |
| 13 | マルセロ・クリベラ               | 2017年1月1日  | 現在           | PRB      |